# Десять евроцентов
Десять евроцентов — разменная оборотная монета стран Еврозоны ценностью 0,1 евро.

## Обзор
Монета 10 евроцентов изготавливается из сплава «Nordic gold». Масса монеты составляет 4,1 г. при диаметре 19,75 мм и толщине гурта 1,93 мм.
Реверс монет номиналом 10 евроцентов является общим для всех государств — членов Еврозоны. С правой стороны монеты указан её номинал, под ним находится надпись латинскими буквами «EURO Cent». С левой стороны размещены изображения 6 вертикальных линий, перекрывающихся картой Европы. На концах линий изображено 12 пятиконечных звезд — символов Европейского Союза. Справа от цифр, обозначающих номинал монеты, размещены две буквы L, обозначающие инициалы Люка Льюикса — разработчика дизайна евромонет.
Реверс монет является общим с монетами номиналом в 20 и 50 евроцентов. Аверс монет разный для каждой из стран. Каждая из стран Еврозоны согласовывает изображения аверса евромонет самостоятельно.